# Sancho I di León
Sancho Ramirez, detto il Grasso (in spagnolo Sancho el Craso o el Gordo), più comunemente Sancho I di León (933 circa – Chaves, 17 novembre 966), fu re di León per due volte, dal 956 al 958 e nuovamente dal 960 al 966.
Venne cacciato una prima volta dal regno per via della sua estrema grassezza, che gli impediva di svolgere qualsiasi attività. Riuscì poi a riconquistare il potere dopo essersi sottoposto a una dieta dimagrante estrema, ma morì poi avvelenato.

## Origine
Sancho, sia secondo il codice di Roda, che secondo la Cronaca di Sampiro era figlio del re di León Ramiro II, mentre la madre per il codice di Roda era la seconda moglie Urraca, figlia del re di Pamplona Sancho I Garcés e di Toda di Navarra; mentre per la Cronaca di Sampiro Ramiro ebbe un'unica moglie di nome di Tarasia detta Florentina , che potrebbe anche essere la prima moglie citata dal codice di Roda, una galiziana, citata come Galliciensis nomine, senza precisare nome e ascendenti che dagli storici è stata individuata in Adosinda Gutiérrez, figlia del conte Gutier Osóriz e Ildoncia Menéndez, sorella della madre di Ramiro II, per cui i genitori erano cugini primi.

Ramiro II di León, come riporta il documento n° XII, datato 897, del Portugaliæ Monumenta Historica, Diplomata et Chartæ, Vol. I, era figlio del re di León Ordoño II e di Elvira Menendez, come conferma anche la Historia del Real Monasterio de Sahagún, che precisa che era il figlio terzogenito, mentre Elvira Menendez era figlia del conquistatore di Coimbra (876), il conte galiziano di Porto, Ermenegildo Gutierrez ed Ermessinda Gatonez, come riporta il Diccionario biográfico español, Real Academia de la Historia.

## Biografia

### Giovinezza

#### Famiglia
Secondo gli storici Sancho era figlio di secondo letto del re di León Ramiro II, risposatosi con la principessa Urraca Sanchez, figlia del re di Navarra Sancho I (che diede il nome al nipote) e di Toda di Navarra, la sua seconda moglie.

Nacque attorno al 933, anche se la data non è certa.
Aveva due fratellastri maggiori dal primo matrimonio paterno, Bermudo (premorto al padre prima di ascendere al trono nel 937 circa) e Ordoño, che poi divenne re dopo la morte di Ramiro II nel 951 come si deduce dal documento n° LIV delle Apendices della HISTORIA de la IGLESIA DE SANTIAGO DE COMPOSTELA, TOMO II, inerente una donazione alla chiesa di Santiago di Compostela fatta nel 932 da Ramiro II per le vittorie ottenute nel suo primo anno di regno, in cui sono citati entrambi (Veremudus regis filius, Hordonius regis filius).

Aveva invece una sorella minore, Elvira Ramírez.

#### In Castiglia
Nel 940 Ramiro II conquistò la contea di Castiglia di Fernan González; dopo averlo preso prigioniero nominò Sancho come nuovo conte. I castigliani tuttavia insorsero, rifiutando il governo di un bambino (Sancho allora aveva circa sei anni) e pretendendo di riavere il proprio conte indietro. Ramiro fu quindi costretto a rilasciare Fernan González, previo giuramento di fedeltà e fidanzamento tra sua figlia Urraca e l'erede al trono di Ramiro Ordoño.
In cambio tuttavia il conte di Castiglia poté tenere Sancho alla propria corte come protetto (o meglio ostaggio); il giovane principe visse quindi la maggior parte dell'infanzia a Burgos, lontano dalla famiglia e influenzato da nobili astuti e ambiziosi.
Sancho viene citato nel documento n° 2 del Cartulario de Monasterio de Vega, inerente una donazione al monastero di Vega, fatta da Ramiro II in data 24 Settembre 946, assieme alla moglie, Urraca e ai figli viventi, Ordoño, Sancho e Elvira (Ranimirus rex servorum Dei - Urracha regina - Ordonius regis - Sanzius filius regis - Gelvira prolis regis et Deo vota).

Mentre, nel 947 si trovava in Aragona e compare come testimone (Santius Ranimiri regis filius) nel documento n° 15 del Cartulario de Albelda, inerente una donazione al monastero di Albelda, fatta dalla nonna, Toda e dallo zio, García I Sánchez di Navarra, che dal 933 era anche conte d'Aragona.

#### Prima guerra civile leonese
Nel 951, alla morte del padre Ramiro, sul trono di León gli succedette il fratellastro Ordoño III; Sancho tuttavia contestò la sua ascesa. La contesa portò a una guerra di successione, che vide coinvolti anche gli Stati vicini: sia il regno di Navarra della nonna Toda che la contea di Castiglia del conte Fernan González, suocero di Ordoño III passato al nemico, intervennero in favore di Sancho, il quale in un primo tempo sembrò avere il sopravvento.
Nel 953 tuttavia la guerra civile terminò con la vittoria di Ordoño III; lo scontro decisivo avvenne a San Esteban de Gormaz, e le truppe alleate di Sancho furono sbaragliate. Le conseguenze per gli insorti furono gravi: Ordoño estromise il fratello dal potere costringendolo all'esilio in Navarra, mentre obbligò il suocero a sottomettersi all'autorità leonese.

### Primo regno

#### Ascesa, politica e problemi fisici
Ordoño non riuscì a consolidare il proprio potere, morendo nel 956 senza eredi legittimi; aveva un solo figlio, Bermudo, illegittimo e per di più infante, quindi inadatto a governare. I nobili leonesi si rivolsero allora all'unico erede possibile rimasto, Sancho Ramirez, e lo richiamarono dall'esilio.
Sancho I salì quindi al trono leonese pacificamente, ma dimostrò presto tutta la sua inadeguatezza: tentò di sottomettere i nobili alla sua autorità e di restaurare il potere assoluto dei suoi predecessori. Inoltre, in contrasto con la politica estera conciliante del fratello, sfidò apertamente il potere del califfo di al-Andalus Abd al-Rahman III, rinfocolando le ostilità in apparenza sopite e causando nuovi scontri di confine.
Oltre all'incapacità politica Sancho era impedito anche dalla sua estrema obesità, che lo rendeva di fatto invalido. La sua lussuosa vita era costituita da molteplici banchetti giornalieri e scorpacciate di carne, alimento riservato al tempo solo alla nobiltà. Lo stile di vita sregolato lo portò a pesare due quintali e mezzo: non era in grado di alzarsi dal proprio letto né di cavalcare e combattere, cosa impensabile per un sovrano dell'epoca.

#### Caduta ed esilio
I nobili leonesi e castigliani, indignati dalla sua condotta, complottarono allora per destituirlo: capeggiati da Fernan González, timoroso che il nipote agisse con troppa iniziativa e sconsideratezza, essi lo deposero con un colpo di mano ed elessero nuovo re un suo cugino, Ordoño IV. Sancho, senza più sostenitori, fu costretto a fuggire nuovamente alla corte navarrese, ospite della nonna Toda e dello zio, re García I Sánchez di Navarra, come riporta anche lo storico Rafael Altamira.
Nel frattempo nel regno di León Ordoño IV aveva attuato una politica ancor più accentratrice e autoritaria di quella di Sancho, cominciando a causare molto malcontento fra i nobili. Sarebbe stata l'occasione ideale di Sancho per riconquistare il potere, ma le sue condizioni fisiche non gli permettevano di scendere in guerra e di guadagnare il sostegno necessario. La nonna Toda allora, sfruttando il suo legame di parentela c ol califfo Abd al-Rahman, pensò bene di chiedere aiuto a Cordova, allora polo di ricerca scientifico-culturale, per permettere al nipote di dimagrire e tornare così "presentabile".

### A Cordova

#### Arrivo
Il califfo inviò a Pamplona il cerusico ebreo Hasday ibn Shaprut, il maggior luminare della scienza presente allora in Iberia. L'obesità di Sancho era tuttavia così grave che Hasday consigliò all'ex-re di trasferirsi per un certo periodo a Cordova per ricevere migliori cure.
L'intera corte navarrese si mise quindi in viaggio e venne ricevuta amichevolmente a Cordova dal califfo, con il quale presto Sancho siglò un'alleanza; Abd al-Rahman era ben contento di accogliere la supplica di Sancho, della nonna Toda e del re di Navarra Garcia, poiché era una cocente umiliazione per i cristiani e un immenso prestigio per i musulmani.

#### La dieta di Sancho
Una delle condizioni dell'alleanza con il califfo era il dimagrimento di Sancho, e dell'arduo compito venne incaricato Hasday ibn Shaprut. Il medico sottopose l'ex-re a un regime alimentare strettissimo, ordinandogli di non consumare cibi solidi e di nutrirsi solamente di liquidi (prevalentemente zuppe e intrugli alle erbe). Inizialmente la dieta non funzionò, e presto fu chiaro il perché: si scoprì che Sancho non rispettava la prescrizione, consumando interi pasti di nascosto.
Il medico divenne allora ancora più stringente: privando Sancho della propria libertà lo fece rinchiudere nella sua stanza legato mani e piedi, e per assicurarsi che non potesse più mangiare cibo in eccesso gli fece cucire la bocca, lasciando tra le labbra spazio appena sufficiente per l'inserimento di una cannuccia con cui bere. Questo trattamento estremo si rivelò tuttavia efficace, anche a causa dei violenti rigetti che Sancho spesso faceva del cibo somministratogli, che lo portavano quindi a perdere ancora più peso. Veniva inoltre costretto a passeggiate sempre più lunghe nel cortile del palazzo del califfo, spesso venendo trascinato con una corda; doveva inoltre fare bagni caldi e saune per stimolare la sudorazione e ricevere dolorosi massaggi per favorire il riassorbimento della pelle in eccesso.
Solo dopo quaranta giorni il duro regime di Hasday venne allentato. Alla fine della dieta pare che l'ex-re avesse perso più della metà del proprio peso, e che avesse anche imparato (dopo la scucitura della bocca) a parlare fluentemente la lingua araba.

### Secondo regno

#### Riconquista del potere

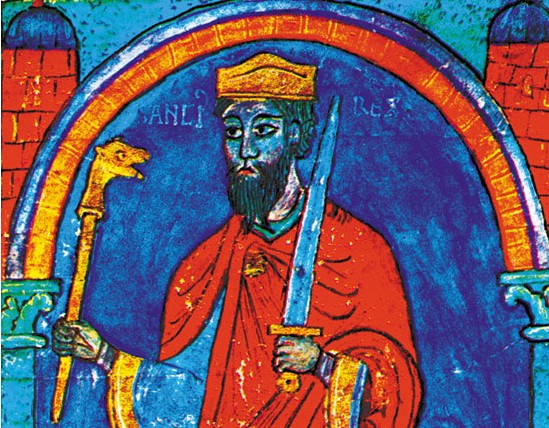
Sancho I di León raffigurato in una miniatura nella cattedrale di Santiago di Compostela.

Ora in grado di cavalcare e combattere, nel 959 Sancho guidò l'invasione del suo ex-regno alla testa delle truppe del califfo, conquistando in breve tempo la città di Zamora. A causa del malgoverno di Ordoño IV Sancho venne accolto come un liberatore, e nel 960 il rivale fu costretto a fuggire senza combattere lasciando che Sancho ridiventasse re. Ordoño si rifugiò alla corte musulmana e, pur non sostenendolo, il califfo lo usò come pedina per tenere sotto controllo la già incerta fedeltà di Sancho.
Il sovrano pareva rigenerato dalla dieta: dotato di nuove energie, poté sposarsi con Teresa Ansúrez e avere discendenza, e soprattutto tentare con più successo la stessa politica assolutistica che aveva portato alla sua prima caduta.

#### Seconda guerra civile leonese
L'accordo con il califfo prevedeva, in cambio dell'aiuto a riconquistare il trono, la cessione di numerose fortezze di confine.

Dato che Sancho, approfittando della sopravvenuta morte (16 ottobre 961) del califfo ʿAbd al-Raḥmān III, non mantenne gli impegni presi, il nuovo califfo al-Ḥakam II ibn ʿAbd al-Raḥmān decise di sostenere Ordoño IV e preparò un esercito per la spedizione contro il León.

Sancho allora si premurò di assicurare il califfo che avrebbe mantenuto gli impegni. Il califfo ritornò sulla sua decisione di appoggiare la causa di Ordoño IV, ma gli diede ospitalità a Cordova, dove, nello stesso anno (962), Ordoño morì.
A quel punto i nobili leonesi si ribellarono ancora, sempre capeggiati da Fernan González e dal vescovo di Santiago de Compostela Sisnando II. Sancho tuttavia, mostrando nuove e insospettate capacità militari, riuscì a catturare Sisnando e a mettere in seria difficoltà il conte di Castiglia.

#### La morte
Secondo la leggenda, visto l'andamento negativo della guerra, Fernan González volle cercare una riconciliazione con Sancho. Il re accettò e i due si incontrarono nel monastero di Castrelo de Miño nel novembre 966; la pace venne siglata e il conte di Castiglia, come gesto di rappacificazione, offrì a Sancho una mela, che il re mangiò.

Secondo la Historia silense, invece il Conte di Portucale Gonzalo Menéndez, nel 966, si ribellò al re di León e Galizia Sancho I e lo affrontò con un esercito sul fiume Duero; i due però si accordarono sul tributo da pagare e Gonzalo, a Castrelo de Miño, diede una mela avvelenata al re, che durante il ritorno nel Regno di León, si sentì male e il terzo giorno morì.

Dopo qualche ora tuttavia Sancho cominciò a sentirsi male, e pochi giorni dopo era morto: la mela era avvelenata, e come riporta la Cronaca di Sampiro fu sepolto a León, nel monastero di San Salvador de Palat del Rey, vicino alla tomba del padre, Ramiro II, dopo aver regnato, secondo il Chronicon Compostellani, dodici anni; Sancho I in un secondo tempo, fu traslato ad Oviedo, come riporta il The World of El Cid: Chronicles of the Spanish Reconquest.

A Sancho succedette sul trono leonese l'unico figlio, Ramiro III di León, sotto tutela della reggente, la zia, Elvira, come riporta la Cronaca di Sampiro.
Sancho, molto devoto a san Pelagio di Cordova, era riuscito a ottenere il trasferimento delle reliquie del martire nel suo regno nel 966 per dedicargli una chiesa, ma morì prima che i lavori potessero iniziare. Il culto del santo comunque, grazie all'iniziativa di Sancho, si diffuse rapidamente del nord dell'Iberia.

## Discendenza
Sancho e sua moglie Teresa ebbero un solo figlio:
- Ramiro (961-985), re di León[20], dal 966 al 985.

## Ascendenza
|                            |                   |                      | Genitori         |  |  | Nonni |  |  | Bisnonni                  |  |  | Trisnonni              |  |
|                            |                   |                      |                  |  |  |       |  |  | Alfonso III delle Asturie |  |  | Ordoño I delle Asturie |  |
|                            |                   |                      |                  |  |  |       |  |  | Alfonso III delle Asturie |  |  | Ordoño I delle Asturie |  |
|                            |                   | Munia                |                  |  |  |       |  |  | Alfonso III delle Asturie |  |  |                        |  |
| Ordoño II di León          |                   |                      |                  |  |  |       |  |  | Alfonso III delle Asturie |  |  |                        |  |
|                            |                   | Jimena di Pamplona   | García I Íñiguez |  |  |       |  |  |                           |  |  |                        |  |
|                            |                   | Jimena di Pamplona   | García I Íñiguez |  |  |       |  |  |                           |  |  |                        |  |
|                            |                   | Jimena di Pamplona   | Urraca           |  |  |       |  |  |                           |  |  |                        |  |
| Ramiro II di León          |                   | Jimena di Pamplona   |                  |  |  |       |  |  |                           |  |  |                        |  |
|                            |                   | Ermenegildo Menéndez | …                |  |  |       |  |  |                           |  |  |                        |  |
|                            |                   | Ermenegildo Menéndez | …                |  |  |       |  |  |                           |  |  |                        |  |
|                            |                   | Ermenegildo Menéndez | …                |  |  |       |  |  |                           |  |  |                        |  |
| Elvira Menéndez            |                   | Ermenegildo Menéndez |                  |  |  |       |  |  |                           |  |  |                        |  |
|                            |                   | Ermessinda Gatonez   | …                |  |  |       |  |  |                           |  |  |                        |  |
|                            |                   | Ermessinda Gatonez   | …                |  |  |       |  |  |                           |  |  |                        |  |
|                            |                   | Ermessinda Gatonez   | …                |  |  |       |  |  |                           |  |  |                        |  |
| Sancho I di León           |                   | Ermessinda Gatonez   |                  |  |  |       |  |  |                           |  |  |                        |  |
|                            | García II Jiménez | Jimeno I Garcés      |                  |  |  |       |  |  |                           |  |  |                        |  |
|                            | García II Jiménez | Jimeno I Garcés      |                  |  |  |       |  |  |                           |  |  |                        |  |
|                            | García II Jiménez | …                    |                  |  |  |       |  |  |                           |  |  |                        |  |
| Sancho I Garcés di Navarra | García II Jiménez |                      |                  |  |  |       |  |  |                           |  |  |                        |  |
|                            |                   | Dadildis di Pallarsa | …                |  |  |       |  |  |                           |  |  |                        |  |
|                            |                   | Dadildis di Pallarsa | …                |  |  |       |  |  |                           |  |  |                        |  |
|                            |                   | Dadildis di Pallarsa | …                |  |  |       |  |  |                           |  |  |                        |  |
| Urraca Sánchez di Navarra  |                   | Dadildis di Pallarsa |                  |  |  |       |  |  |                           |  |  |                        |  |
|                            |                   | Aznar Sánchez        | Sancho Garcés    |  |  |       |  |  |                           |  |  |                        |  |
|                            |                   | Aznar Sánchez        | Sancho Garcés    |  |  |       |  |  |                           |  |  |                        |  |
|                            |                   | Aznar Sánchez        | …                |  |  |       |  |  |                           |  |  |                        |  |
| Toda di Navarra            |                   | Aznar Sánchez        |                  |  |  |       |  |  |                           |  |  |                        |  |
|                            |                   | Onneca Fortúnez      | Fortunato Garcés |  |  |       |  |  |                           |  |  |                        |  |
|                            |                   | Onneca Fortúnez      | Fortunato Garcés |  |  |       |  |  |                           |  |  |                        |  |
|                            |                   | Onneca Fortúnez      | …                |  |  |       |  |  |                           |  |  |                        |  |
|                            |                   | Onneca Fortúnez      |                  |  |  |       |  |  |                           |  |  |                        |  |

### Fonti primarie
- (LA)  Textos navarros del Códice de Roda Archiviato il 31 gennaio 2021 in Internet Archive..
- (LA)  Historia de España: parte XVI, Sampiri Astoricensis Episcopi chronicon.
- (LA)  España sagrada. Volumen 14.
- (LA)  Portugaliae monumenta historica.
- (LA)  #ES Cartulario de Monasterio de Vega.
- (LA)  #ES Apendices della HISTORIA de la IGLESIA DE SANTIAGO DE COMPOSTELA, TOMO II.
- (LA)  España sagrada. Volumen 23
- (LA)  #ES Cartulario de Albelda

### Letteratura storiografica
- Rafael Altamira, Il califfato occidentale, in L’espansione islamica e la nascita dell’Europa feudale, collana «Storia del mondo medievale», II volume, Milano, Garzanti, 1999  [1979],  pp. 477–515, SBN RAV0065639.
- (EN) Roger Collins, Early Medieval Spain, Unity in Diversity, Macmillan, 1983.
- (EN) Roger Collins, Caliphs and Kings: Spain, 796-1031, Wiley Blackwell, 2012.
- (ES) Gonzalo Martínez Díez, El condado de Castilla, 711-1038: La Historia Frente a la Leyenda, I, 2005.
- (ES)  Historia del Real Monasterio de Sahagún
- (ES)  #ES Historia genealógica y heráldica de la monarquía española, Volume 1
- (ES)  #ES Memorias de las reynas catholicas
- (EN)  #ES The World of El Cid: Chronicles of the Spanish Reconquest.